# Comuna Huleanîțke, Vradiivka
Huleanîțke (în ucraineană Гуляницьке) este o comună în raionul Vradiivka, regiunea Mîkolaiiv, Ucraina, formată din satele Fîlîmonivka, Huleanîțke (reședința), Iosîpivka, Iuriivka, Kapitanka și Tarasivka.

## Demografie
Componența lingvistică a comunei Huleanîțke
     Ucraineană (93,91%)
     Română (3,05%)
     Rusă (2,71%)
     Alte limbi (0,08%)
Conform recensământului din 2001, majoritatea populației comunei Huleanîțke era vorbitoare de ucraineană (93,91%), existând în minoritate și vorbitori de română (3,05%) și rusă (2,71%).